# ماریانه کریل
ماریانه کریل (هلندی: Marianne Kriel؛ زادهٔ ۳۰ اوت ۱۹۷۱) شناگر اهل آفریقای جنوبی است.
وی در مسابقات کشوری و بین‌المللی در مجموع برندهٔ ۱ مدال برنز شده‌است.